# Parque nacional de la Bahía Jozani Chwaka
El parque nacional de la Bahía Jozani Chwaka es un espacio protegido de unos 50 kilómetros cuadrados en el país africano de Tanzania que se encuentra específicamente en la isla de Zanzíbar. Es el único parque nacional en esa región insular.
El colobo rojo (cuyo recuento de población se estimó en 1000) se encuentra en el parque, es una especie del bosque lluvioso (a diferencia de los colobos blancos y negros que se encuentran en otras regiones de África), también se le conoce como el colobo rojo de Kirk, por el nombre de Sir John Kirk (1832-1922), el residente británico de Zanzíbar, que por primera vez lo trajo a la atención de la ciencia zoológica.  En la actualidad se adoptó como especie bandera para la conservación en Zanzíbar, desde mediados de la década de 1990.